# Leiobunum glabrum
Leiobunum glabrum is een hooiwagen uit de familie Sclerosomatidae.